# Jo Su-huk
Jo Su-huk (조수혁?; Seul, 18 marzo 1987) è un calciatore sudcoreano, portiere dell'Ulsan HD.

## Carriera

### Club
Ha giocato nella prima divisione sudcoreana.

### Nazionale
Ha partecipato ai Mondiali Under-20 del 2007.

## Palmarès

### Club

#### Competizioni nazionali
- K League 1: 5

Seoul: 2010, 2012
Ulsan Hyundai: 2022, 2023, 2024
- Coppa di Lega sudcoreana: 1

Seoul: 2010
- Coppa della Corea del Sud: 1

Ulsan Hyundai: 2017

#### Competizioni internazionali
- AFC Champions League: 1

Ulsan Hyundai: 2020